# Banba Corona
La Banba Corona è una struttura geologica della superficie di Venere.